# Керио (река, впадает в Рудольф)
Ке́рио (англ. Kerio) — река в Кении, берущая начало у экватора. Течёт на север по территории округов Туркана, Эльгейо-Мараквет, Вест-Покот и Баринго. Впадает в озеро Туркана. Одна из самых длинных рек страны.

## География
Керио начинается на северных склонах холмов Амасья к западу от озера Богория. Течёт на север через долину Керио между Тугенскими холмами и уступом Эльгейо, который местами поднимается на более чем 1830 м над долиной Керио. Затем Керио продолжает течение на север, часто через глубокие и узкие долины и впадает в озеро Туркана в дельте к югу от дельты, образованной реками Турквел и Локичар. В сумме Керио и Турквел составляют 98 % речной воды, стекающей в озеро Туркана на кенийской территории (что составляет, однако, лишь 2 % от общего стока в озеро). В низовьях обе эти реки являются сезонными.
Рядом с истоком в Керио впадают два основных притока реки, стекающих по уступам Эльгейо: Эррор и Эмбобут.

## Землепользование
Национальный заповедник озеро Камнарок и Национальный заповедник долина Керио находятся на восточной и западной стороне реки Керио в верхней долине. Они отличаются разнообразием птиц и известны своим живописными пейзажами. Левый берег 25-км участка реки находится в Южном Турканском национальном заповеднике.
Основные области в районе Туркана для орошаемого земледелия находятся вдоль рек Турквел и Керио. Системы орошения Лотубай и Морулем находятся на Керио. Основными культурами являются кукуруза и сорго, на которые приходится 80 % орошаемых культур, а также маш, вигна, бананы, манго, апельсины и гуава.

## Галерея
- Керио во время засушливого периода
- Керио во время сезона дождей